# Escape Room (film, 2017)
Pour plus de détails, voir Fiche technique et Distribution.
Évasion mortelle (Escape room) est un film d'horreur américain réalisé par Will Wernick, sorti en 2017.
Le film suit un trentenaire qui fête son anniversaire en compagnie de ses amis. Sa petite amie leur offre un escape game. Après le restaurant, ils montent dans un véhicule. L'escape game commence.

## Synopsis
Un homme enfermé dans une pièce cherche a en sortir en cherchant un code sur une boite. Ayant résolu le code il trouve une clé et deux serrures, il choisit la serrure dorée mais est alors empoisonné par un venin mortel foudroyant et meurt presque instantanément.
Tyler est en route avec sa petite amie Christen pour fêter son anniversaire au restaurant avec des amis. Au restaurant il rejoignent Tabby la sœur de Tyler, son conjoint Conrad, Hadlee, Natasha et Anderson. Durant le diner Christen offre son cadeau de six cartes pour un escape game à Tyler.
À la sortie du restaurant un van noir les attend, Hadlee n'étant pas prévue dans le jeu part pour une autre soirée. En voiture Christen explique qu'elle ne sait pas du tout ce qui les attend, car en fait elle a reçu une boite et payé 1000 dollars par personne pour une aventure mystérieuse. Tout le monde abandonne alors leurs portables et se bande les yeux. Le van arrive a destination et Christen les dirige vers un lieu inconnu.
Tyler enlève son bandeau dans une pièce, le couple Natasha et Anderson attachés ensembles dans une autre, Tabby et Conrad dans la dernière, Christen a disparu. Ils résolvent alors plusieurs énigmes compliquées pour se libérer avant de se rejoindre. Une énigme les oblige à se séparer, Tabby et Conrad se retrouvent isolés et attaqués par un gaz acide qui les liquéfient sur place devant les yeux horrifiés des trois autres amis. 
Christen apparait alors emprisonnée et nue sur une vidéo ce qui déclenche l'affolement de Tyler qui essaye de fuir par les gaines de ventilation. Mais ce passage fait partie du jeu, et bien qu'il ait trouvé la solution de l’énigme suivante, Anderson se fait couper en deux dans le conduit. Tyler et Natasha sont alors revenus dans la salle de départ, ils trouvent la solution pour potentiellement sortir mais la porte est trop lourde pour Natasha et Tyler la sacrifie pour qu’il accède lui même à la salle suivante.
Après avoir encore trouvé la solution d'une énigme, Tyler est alors seul dans une salle avec un siège devant la vidéo de Christen, un minuteur décompte 2 minutes et il y a deux boutons pour chacun des deux: me sauver la/le sauver. Tyler convaincu de la trahison de Christen appuie sur "me sauver" alors que Christen appuie sur "le sauver". Tyler a le cœur transpercé par une pointe tandis que Christen est libérée.
Christen ouvre la porte du camion où elle était enfermée puis sort nue dans une rue vide puis trouve un téléphone public d'où elle appelle la police. Le téléphone se coupe, la voix du maitre du jeu lui apprend qu'elle est toujours surveillée, Christen s’évanouit.

## Fiche technique
- Titre original : Escape Room
- Titre français : Évasion mortelle
- Réalisation : Will Wernick
- Scénario : Will Wernick & Noah Dorsey (Noah A.D.)
- Direction artistique : Christian Marcus
- Décors : Rob Prior
- Costumes : Yesenia Correa
- Photographie : Jason Goodell
- Montage : Cris Mertens
- Musique : Jinxx
- Production : Simon Birrell, Mike Bundlie, Donn Delson, Jeff Delson, Joyce Delson, Kelly Delson, Carlos Gonzalez,

David Kamens, Richard Lau, Sonia Lisette, Lee Rosen, Greg Shaughnessy, Annabelle Stephenson, Will Wernick
- Sociétés de production : Escape Productions
- Sociétés de distribution : Lionsgate Home Entertainment, GEM Entertainment
- Pays d'origine :  États-Unis
- Langue originale : Anglais
- Genre : horreur
- Durée : 81 minutes
- Dates de sortie :
  - États-Unis : 9 juin 2017 (Festival international du film de Seattle)[1]
  - France  :  19 décembre 2017 (vidéo) [2]
- Interdit aux moins de 12 ans

## Distribution
- Evan Williams : Tyler
- Annabelle Stephenson : Natasha
- Elisabeth Hower : Christen
- Dan J. Johnson : Anderson
- John Ierardi : Conrad
- Kelly Delson : Tabby

## Projet de suite?
On voit que Christen est sain et sauf et le maître du jeu n'est pas démasqué. Rien n'est confirmé.